# Gustavo Albarracín
Gustavo Albarracín (Las Varillas, provincia de Córdoba, Argentina, 28 de abril de 2006) es un futbolista argentino. Juega como mediocampista en Talleres de la Primera División de Argentina.

## Trayectoria
Gustavo Albarracín jugó al fútbol desde los tres años en clubes de su ciudad natal y alrededores, tales como Santos y América de Villa María. Llegó en 2016 a Talleres y se alojó en el Centro de Formación Talleres. Disputó los distintos torneos nacionales con las divisiones inferiores de Talleres y en 2023 fue ascendido a la División Reserva.
Firmó su primer contrato ese mismo año y al año siguiente fue tenido en cuenta para el plantel superior en la lista de buena fe que competiría en la Copa Libertadores 2024. Fue convocado en numerosas oportunidades a la Selección Argentina de Fútbol Sub-17, con la que disputó el Sudamericano de la categoría y logró la clasificación a la Copa del Mundo de Indonesia.
Jugó su primer partido en junio de 2024 con la camiseta del "Matador", y en su debut, marcó un gol para el triunfo 4-2 ante Central Córdoba.

## Clubes
| Club     | País      | Año           |
| -------- | --------- | ------------- |
| Talleres | Argentina | 2023-presente |